# Hästskotjärnen (Hallens socken, Jämtland)
Hästskotjärnen är en sjö i Åre kommun i Jämtland och ingår i Indalsälvens huvudavrinningsområde.